# Pritsjal UM

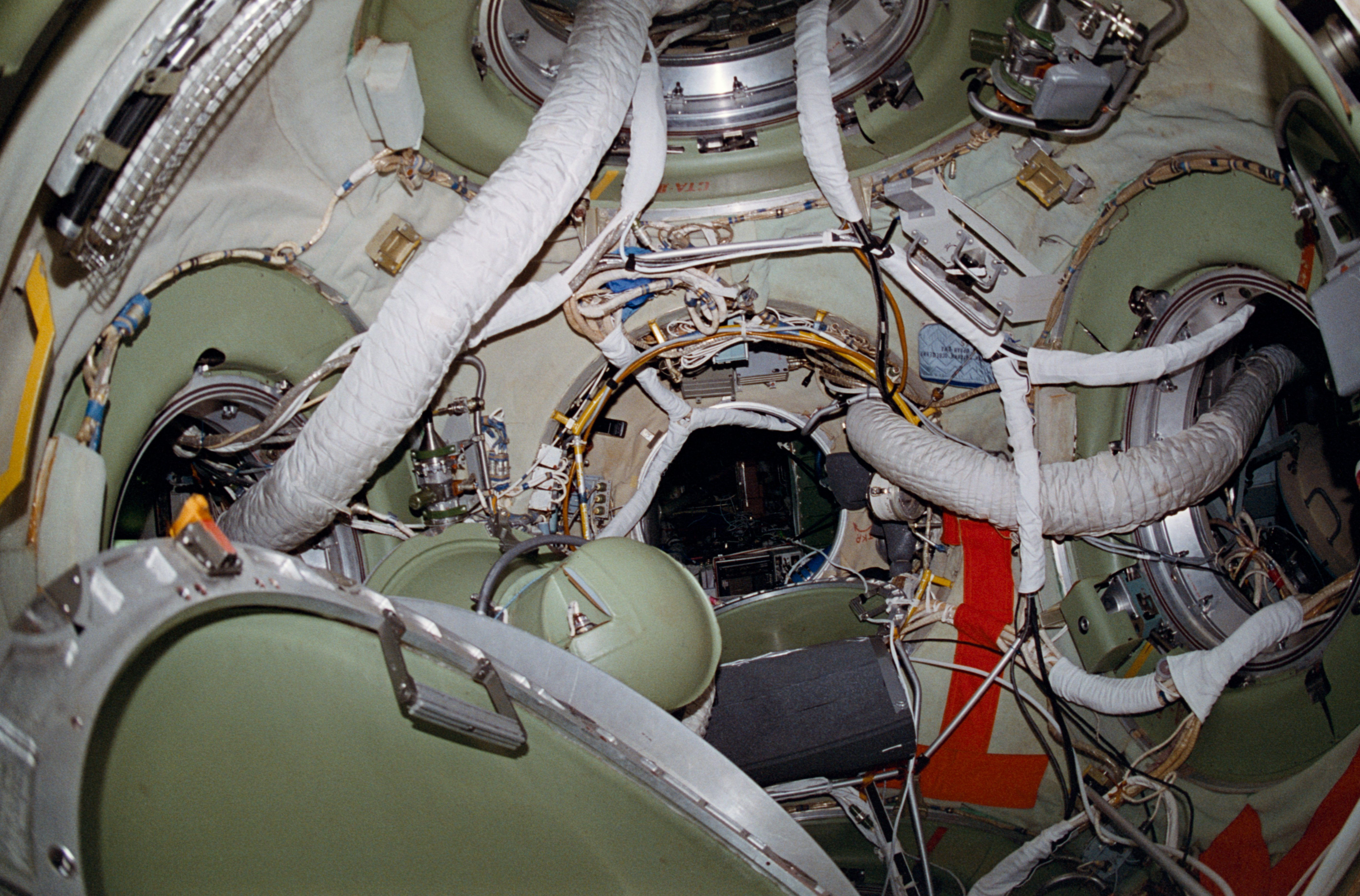
Een blik op het interieur van de koppelingsnode van de basismodule van het Russische ruimtestation MIR, waar de poorten die leiden naar de diverse modules van het station, alsmede de kabels en slangen die erdoorheen lopen goed te zien zijn.

Uzlovoy Module Pritsjal ook wel UM (Russisch: Узловой Модуль) of Nodal Module genoemd, is een Russisch ruimtevaartuig dat onderdeel uitmaakt van het International Space Station, en mogelijk later van het voorgestelde Russische ruimtestation OPSEK. De module werd op 24 november 2021 vanaf Kosmodroom Bajkonoer gelanceerd met een Sojoez 2.1b-raket en een Progress M die de Pritsjal naar het ISS stuurt. De aankoppeling aan de nadir-poort van de Naoeka-module van het ISS vond plaats op 26 november 2021. Tijdens een ruimtewandeling in januari 2022 zal de module verder worden aangesloten. 
Pritsjal is ontworpen om modules van het toekomstige Russische ruimtestation OPSEK te verbinden.
Het voorlopige ontwerp werd goedgekeurd in 2011. In 2008 stond de lancering gepland in 2012. Door technische problemen (veelal problemen met de Naoeka-module die voor de lancering van de Pritsjal diende te worden gelanceerd) werd de lancering vele malen uitgesteld.
De Pritsjal bevat vijf aankoppelplaatsen voor ruimteschepen. Roskosmos en NASA waren kort na de lancering van de Pritsjal in overleg over het compatible maken van een van die poorten voor SpaceX Dragon 2’s. Het is nog niet duidelijk of er dan een International Docking Adapter op de Pritsjal wordt geplaatst of dat de Dragon’s van een Russische koppelpoort worden voorzien. Ook is de Pritsjal bedoeld om het toekomstige bemande Russische ruimteschip Orjol te kunnen ontvangen.